# Chapman Stick

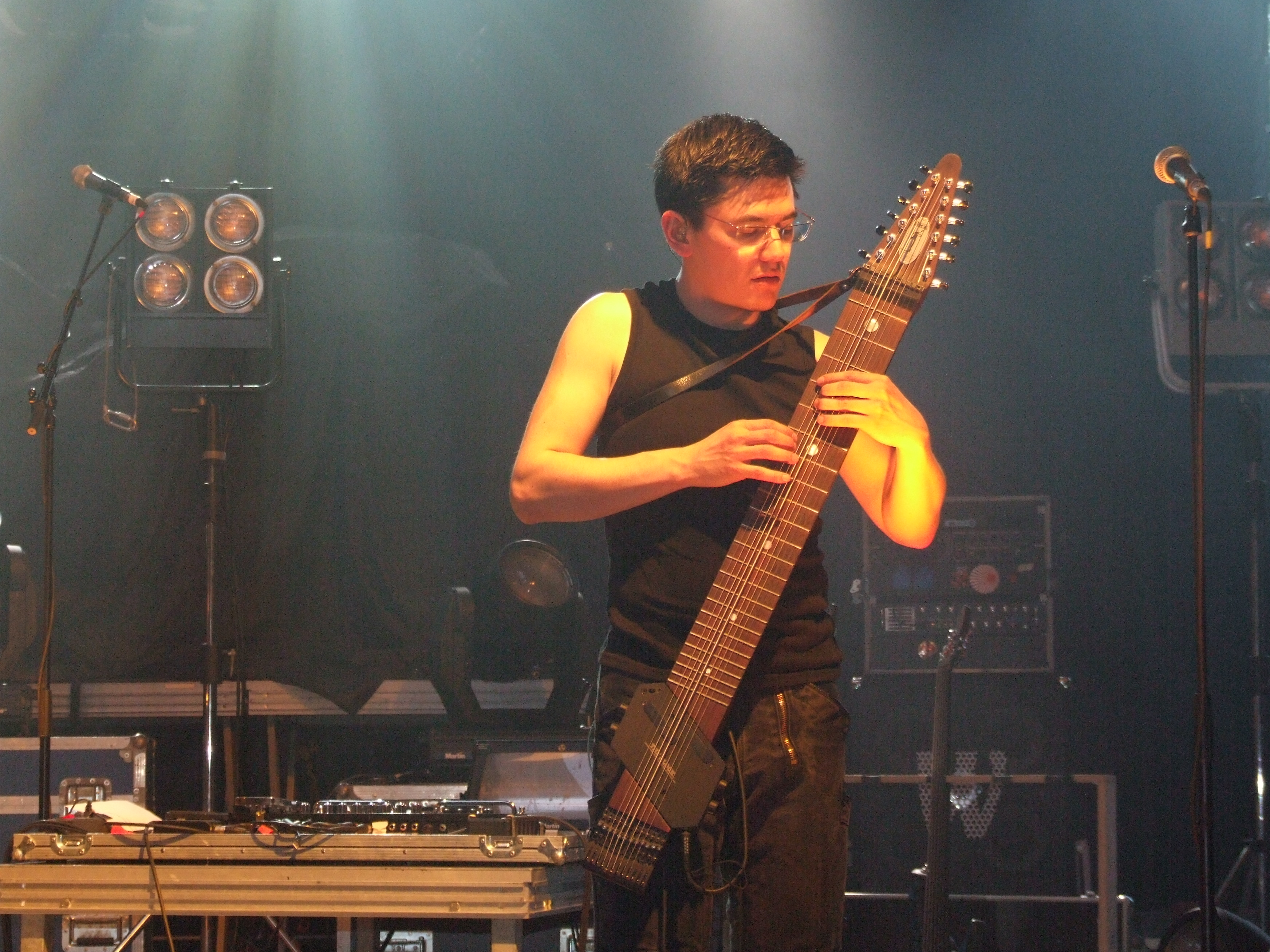
Chapman Stick bespeeld door Bruder Frank van de band Saltatio Mortis

Een Chapman Stick of Stick is een (elektrisch versterkt) snaarinstrument, uitgevonden en gefabriceerd door Emmett Chapman.
Hoewel het instrument qua vorm lijkt op een elektrische (bas)gitaar, is het geen tokkelinstrument: de Stick is gebouwd om op te tappen, dat wil zeggen de noten worden geproduceerd door met de vingertoppen de snaren tegen het fretbord/de frets te tikken ("hammer-on" techniek). Het instrument kan op deze manier met twee handen bespeeld worden, waardoor de muzikant zowel een bas- als een melodiepartij kan produceren.
Om deze techniek van bespelen mogelijk te maken, wordt de hals van het instrument volledig vlak gehouden, in vergelijking met de kleine bolling in de hals van (bas)gitaren. Tevens is de snaarhoogte erg laag.
Er zijn varianten verkrijgbaar met 8, 10 of 12 snaren. In alle gevallen liggen de dikkere bassnaren in het midden van de hals en dunnere snaren aan de buitenkant: deze configuratie is gekozen zodat het instrument gemakkelijker met twee handen bespeelbaar is. Elke variant is verkrijgbaar in een aantal verschillende stemmingen. Naar boven toe is de baskant, gebruikelijk gestemd in kwinten; naar onderen is de hoge kant, gebruikelijk gestemd in kwarten.
Chapman levert ook een variant op de Stick, de NS/Stick, die meer op een extended range basgitaar lijkt. Deze variant is ontwikkeld samen met Ned Steinberger, die headless (bas)gitaren ontwikkelt en fabriceert. De NS/Stick combineert eigenschappen van een Stick en een conventionele elektrische basgitaar.
Voorbeelden van bands waarin de Stick te horen is:
- Liquid Tension Experiment (LTE)
- King Crimson
- Iona (op de albums The Book of Kells en Beyond these shores)
- Dream Theater (in het nummer "New Millennium")

Bekende Stickspelers zijn:
- Ron Baggerman, speelt naast stick ook drums, gitaar, basgitaar en keyboard;
- Nick Beggs, basgitarist in de bands Kajagoogoo en Iona;
- Emmett Chapman, de uitvinder van de stick;
- Bob Culbertson, stickist, gitarist;
- Greg Howard, fusionjazzmuzikant op de stick en geeft les door middel van seminars in Europa en Noord-Amerika;
- Tony Levin, speelde bas bij onder meer King Crimson, Pink Floyd, Dire Straits, Eric Clapton, Peter Gabriel en Liquid Tension Experiment;
- John Myung, basgitarist van Dream Theater;
- Rob van der Loo, basgitarist van de band Delain en zijn project Freak Neil Inc., voormalig basgitarist van Sun Caged;
- Arthur Polini, Valentine, stickist, basgitarist;
- Bruder Frank, gitarist, Saltatio Mortis.